# Flaming Pie
Flaming Pie (с англ. — «Горящий пирог») — десятый сольный студийный альбом Пола Маккартни, выпущенный в 1997 году. Это первый студийный альбом Маккартни, после его предыдущего студийного альбома Off the Ground, вышедшего в 1993 году; эти четыре года Маккартни в основном был занят работой над проектом Антология The Beatles. В аннотации к альбому Маккартни писал: «(Антология) напомнила мне о стандартах, которых мы придерживались во времена The Beatles; стандартах того, как мы работали над песнями. Так что создание этого альбома шло по „освежённому“ этими воспоминаниями о прошлом курсу».

## Об альбоме
Начиная с февраля 1995, Маккартни сотрудничал с Джеффом Линном — ведущим вокалистом и гитаристом группы Electric Light Orchestra, страстным поклонником The Beatles. Линн ранее работал с двумя другими битлами — с Джорджем Харрисоном над его альбомом 1987 года Cloud Nine; также оба, Харрисон и Линн, были участниками супергруппы The Traveling Wilburys; с Ринго Старром над песнями из его альбома 1992 года Time Takes Time. Также Линн при работе над Антологией The Beatles был сопродюсером записи песен Леннона «Free as a Bird» и «Real Love». Остро чувствуя необходимость записать что-то «чистое» и «простое» — и несложное в производстве — Маккартни на нерегулярных сессиях в течение двух лет записал весь альбом; к этой работе он кроме Линна привлёк также Стива Миллера, бессменного звукорежиссёра и продюсера The Beatles Джорджа Мартина, Ринго Старра и своего сына Джеймса Маккартни, который сыграл на соло-гитаре в песне «Heaven on a Sunday». Песни «Calico Skies» и «Great Day» были взяты из сессий звукозаписи 1992 года, они были записаны ещё до выхода альбома Off the Ground.
Альбом Flaming Pie является последним, в записи которого участвовала (в том числе пела) жена Пола Линда Маккартни, скончавшаяся от рака молочной железы в 1998.
Название альбома (а также одной из песен в нём) Flaming Pie (рус. горящий пирог) было отсылкой к шуточной истории, рассказанной Джоном Ленноном журналистам в 1961 году — о том, откуда взялось название группы «The Beatles»: «Мне было видение, что перед нами появился человек на пылающем пироге, и он сказал: „Вы будете Beatles через A.“ И стало так.» (Эта байка отсылает к английскому писателю, близкому к битникам, Ройстону Эллису, который утверждал, что в стиле типично «битниковской» игры со словами подсказал вариант названия для группы (изменить «Beetles» на «Beatles») и рассказывал, как он взорвал куриный пирог, который пытался приготовить.) Альбом полон «битловского» духа; песня «The Song We Were Singing» (рус. Песня, которую мы пели) повествует об авторском дуэте Леннон — Маккартни.

## Выпуск альбома. Отзывы критики
Альбом Flaming Pie вышел в свет 5 мая 1997. Реакция критиков была очень положительной; таких благоприятных отзывов на сольные альбомы Маккартни не было с 1982 года, со времени выхода альбома Tug of War. Продажи альбома тоже были даже лучше тех, на которые Маккартни надеялся. При добавившихся к прежним поклонникам юных слушателях, появившихся благодаря выпуску «Антологии», и ожиданиях публики, подогретых отличными рецензиями, Flaming Pie дебютировал в чарте альбомов Великобритании на 2-м месте в мае 1997 — самом лучшем начальном месте в чарте со времён альбома Flowers in the Dirt восемью годами раньше. Попасть на 1-е место в чарте альбому помешал лишь альбом Spice группы Spice Girls.
В США реакция также была очень положительной. Альбом дебютировал в чарте на 2-м месте (лучшее место альбомов Маккартни в американском чарте со времён альбома Tug of War); в первую неделю было продано 121 тысяча экземпляров альбома; снова впереди был лишь альбом Spice, которых было продано за эту же неделю на 16 тысяч больше.
Как в Великобритании, так и в США альбом был признан «лучшим дебютантом в чарте», а также сертифицирован как «золотой».
В других странах реакция на альбом была чуть хуже, чем на Off the Ground, однако в Греции альбом попал на 1-е место в чарте и был сертифицирован как «золотой» в Норвегии.
Согласно системе маркетинговых исследований Nielsen SoundScan, за период до июня 2007 альбом был продан по всему миру в количестве более 1,5 миллиона экземпляров.
Синглы «Young Boy», «The World Tonight» и «Beautiful Night» стали в Великобритании хитами, все они попали в список 40 лучших по итогам продаж. В США единственным синглом, попавшим в 30 лучших чарта синглов журнала Billboard, стал «The World Tonight».
Для продвижения и рекламы альбома Маккартни провёл онлайн чат через Интернет; это событие попало в Книгу рекордов Гиннесса за наибольшее количество людей, одновременно присутствовавших в чате. Гастрольный тур в поддержку альбома не проводился.
Многие поклонники считают Flaming Pie одним из лучших сольных альбомов Маккартни. Альбом был номинирован как «Лучший альбом года» на премию «Грэмми», но премию получил Боб Дилан за альбом Time Out of Mind.
Песни «Young Boy» и «The World Tonight» звучат в фильме-комедии День отца (режиссёр Айван Райтман, 1997). Песня «Great Day» звучит в фильме Приколисты (режиссёр Джадд Апатоу, 2009) на начальных титрах; на ограниченный период песня была также доступна для свободного скачивания с официального сайта Маккартни paulmccartney.com.

## Список композиций
Слова и музыка всех песен — Пол Маккартни, кроме указанных особо.
| №   | Название                                   | Автор(ы)                 | Длительность |
| --- | ------------------------------------------ | ------------------------ | ------------ |
| 1.  | «The Song We Were Singing»                 |                          | 3:55         |
| 2.  | «The World Tonight»                        |                          | 4:06         |
| 3.  | «If You Wanna»                             |                          | 4:38         |
| 4.  | «Somedays»                                 |                          | 4:15         |
| 5.  | «Young Boy»                                |                          | 3:54         |
| 6.  | «Calico Skies»                             |                          | 2:32         |
| 7.  | «Flaming Pie»                              |                          | 2:30         |
| 8.  | «Heaven on a Sunday»                       |                          | 4:27         |
| 9.  | «Used to Be Bad» (дуэт со Стивом Миллером) | Стив Миллер, Маккартни   | 4:12         |
| 10. | «Souvenir»                                 |                          | 3:41         |
| 11. | «Little Willow»                            |                          | 2:58         |
| 12. | «Really Love You»                          | Маккартни, Ричард Старки | 5:18         |
| 13. | «Beautiful Night»                          |                          | 5:09         |
| 14. | «Great Day»                                |                          | 2:09         |

### Переиздание 2020 года
12 июня 2020 года был официально анонсирован переиздание в серии Paul McCartney Archive Collection, который вышел 31 июля в нескольких изданиях:
- Special Edition — на двух CD-дисках; на первом диске — оригинальный 14-трековый альбом, на втором диске — бонусные треки, включает ранее неизданные записи и неальбомные треки.
- Deluxe Edition — на пяти CD-дисках и на двух DVD; на первом диске — оригинальный 14-трековый альбом, на втором диске — домашние записи, на третьем диске — студийные записи, на четвёртом диске — би-сайды и шесть частей Oobu Joobu из радиопередач и на пятом диске — Flaming Pie at the Mill — это документальное аудио, в котором Маккартни проводит экскурсию по своей домашней студии. DVD включает документальный фильм In the World Tonight, оригинальные музыкальные клипы, пресс-релизы, интервью, выступления и закулисные материалы. А также, 128-страничная книга, содержащая ранее неопубликованные фото и историю создания альбома, включая информацию о каждом треке, рецепты и новые интервью с Полом, Ринго Старром, Джеффом Линном, Стивом Миллером, работавшими над альбомом, студийные заметки, рукописные тексты песен и выпуск Club Sandwich — официальной газеты фан-клуба Пола Маккартни в 1997 года, посвящённый Flaming Pie.
- Collector’s Edition — на пяти CD-дисках и на двух DVD-диске и на четырёх виниловых LP-дисках; ограниченная издания с 3000 копии, включает эксклюзивные виниловые версии ремастированного альбома 2LP, LP с домашними записями и «The Ballad of the Skeletons» — совместная работа Пола Маккартни с Алленом Гинзбергом в 1996 году, а также художественное портфолио из шести шелкографических художественных принтов Линды Маккартни.
- Remastered 2LP Vinyl — на двух LP-дисках; оригинальный 14-трековый альбом.
- Remastered 3LP Vinyl — на трех LP-дисках; включает версии специального издания.

| Диск 1 — ремастированный альбом Оригинальный 14-трековый альбом. Диск 2 — домашние записи 1. «The Song We Were Singing» [Home Recording] — 5:23 2. «The World Tonight» [Home Recording] — 2:34 3. «If You Wanna» [Home Recording] — 2:53 4. «Somedays» [Home Recording] — 4:13 5. «Young Boy» [Home Recording] — 2:20 6. «Calico Skies» [Home Recording] — 2:29 7. «Flaming Pie» [Home Recording] — 1:39 8. «Souvenir» [Home Recording] — 2:53 9. «Little Willow» [Home Recording] — 2:25 10. «Beautiful Night» [1995 Demo] −4:25 11. «Great Day» [Home Recording] — 3:28 Диск 3 — студийные записи 1. «Great Day» [Acoustic] - 2. «Calico Skies» [Acoustic] 3. «C’mon Down C’mon Baby» 4. «If You Wanna» [Demo] 5. «Beautiful Night» [Run Through] 6. «The Song We Were Singing» [Rough Mix] 7. «The World Tonight» [Rough Mix] 8. «Little Willow» [Rough Mix] 9. «Whole Life» [Rough Mix] 10. «Heaven On A Sunday» [Rude Cassette] Диск 4 — неальбомные треки и Oobu Joobu 1. «The Ballad Of The Skeletons» 2. «Looking For You» 3. «Broomstick» 4. «Love Come Tumbling Down» 5. «Same Love» 6. «Oobu Joobu Part 1» 7. «Oobu Joobu Part 2» 8. «Oobu Joobu Part 3» 9. «Oobu Joobu Part 4» 10. «Oobu Joobu Part 5» 11. «Oobu Joobu Part 6» | Диск 5 — Flaming Pie At The Mill 1. «Intro» 2. «Paul Demos» 3. «Mellotron And Synthesizer / Mini Moog» 4. «Harpsichord» 5. «Celeste» 6. «Piano» 7. «Bill Black Bass» 8. «Drums» 9. «Höfner Bass» 10. «Guitar» 11. «Spinet» 12. «Bells» 13. «Control Room» DVD 1 — In The World Tonight 1. «In The World Tonight» DVD 2 — бонусные фильмы 1. «Beautiful Night» 2. «Making Of Beautiful Night» 3. «Little Willow» 4. «The World Tonight» 5. «The World Tonight» 6. «Young Boy» 7. «Young Boy» 8. «Flaming Pie EPK 1» 9. «Flaming Pie EPK 2» 10. «In The World Tonight EPK» 11. «Flaming Pie Album Artwork Meeting» 12. «TFI Friday Performances» 13. «David Frost Interview» |

## Синглы
Также на синглах были выпущены 4 песни и 6 мини-эпизодов из радиошоу «Oobu Joobu», которое Маккартни вёл на американской радиостанции Westwood One в 1995. Автор всех песен — Маккартни.
| Выпущено на сингле  | Песня                     | Примечание |
| ------------------- | ------------------------- | --- |
| «Young Boy»         | «Looking for You»         | Ещё один джем-сейшн с Ринго Старром и Джеффом Линном. Трек также был выпущен как эксклюзивный бонус-трек к альбому Flaming Pie в 2007, когда iTunes Store добавил каталог музыки Маккартни в свой ассортимент. |
| «Young Boy»         | «Oobu Joobu Part 1»       | Здесь звучит в том числе и песня «I Love This House» — трек, записанный в 1984 совместно с Дэвидом Гилмором.                                                                                                   |
| «Young Boy»         | «Broomstick»              | Ещё один трек, записанный со Стивом Миллером. |
| «Young Boy»         | «Oobu Joobu Part 2»       | Здесь звучит в том числе и песня «Atlantic Ocean», записанная в 1987. |
| «The World Tonight» | «Oobu Joobu Part 3»       | Здесь звучит в том числе и инструментальная композиция «Squid», записанная в 1987. |
| «The World Tonight» | «Oobu Joobu Part 4»       | Здесь звучит в том числе и (в сольном исполнении Маккартни) песня «Don’t Break The Promise», позднее записанная с группой 10cc.                                                                                |
| «Beautiful Night»   | «Love Come Tumbling Down» | Песня, записанная в 1987. |
| «Beautiful Night»   | «Oobu Joobu Part 5»       | Здесь звучит в том числе и оригинальная версия песни «Beautiful Night», записанная в 1986. |
| «Beautiful Night»   | «Same Love»               | Песня, записанная в 1988. |
| «Beautiful Night»   | «Oobu Joobu Part 6»       | Здесь звучит в том числе и песня «Love Mix», записанная в 1987; в песню входит «Waiting For The Sun To Shine», набросок, написанный в конце 1973 как припев.                                                   |

## Состав участников записи
- Пол Маккартни — вокал, гитары, бас-гитара, клавишные, барабаны, перкуссия, harmonium, vibes
- Дэйв Бишоп (Dave Bishop) — саксофон
- Ричард Биссилл[англ.] — валторна
- Крис «Шейк» Дэвис (Chris «Snake» Davis) — саксофон
- Джефф Линн — вокал, гитары, клавишные
- Джордж Мартин — оркестровая аранжировка
- Джеймс Маккартни — гитара
- Линда Маккартни — вокал
- Стив Миллер — вокал, гитара
- Джон Пайнгай (John Pigneguy) — валторна
- Кевин Робинсон (Kevin Robinson) — труба
- Ринго Старр — барабаны, вокал, перкуссия
- Майкл Томпсон[англ.] — валторна
- Ричард Уоткинс[англ.] — валторна
- Джефф Эмерик — инженер звукозаписи
- Рой Картер[англ.] — гобой, английский рожок[13]

## Чарты и сертификации

### Позиции в чартах
| Страна             | Чарт (1997)                | Позиция |
| ------------------ | -------------------------- | ------- |
| Австралия          | ARIA Albums Chart          | 9       |
| Австрия            | Albums Chart               | 6       |
| Бельгия (Фландрия) | Albums Chart               | 19      |
| Бельгия (Валлония) | Albums Chart               | 29      |
| Канада             | Albums Chart               | 10      |
| Дания              | Albums Chart               | 4       |
| Голландия          | Mega Albums Chart          | 9       |
| Европа (Top 100)   | Albums Chart               | 3       |
| Финляндия          | Albums Chart               | 28      |
| Франция            | SNEP Albums Chart          | 23      |
| Германия           | Media Control Albums Chart | 6       |
| Греция             | Albums Chart               | 1       |
| Италия             | Albums Chart               | 3       |
| Япония             | Oricon Weekly Albums Chart | 14      |
| Новая Зеландия     | Albums Chart               | 23      |
| Норвегия           | VG-lista Albums Chart      | 3       |
| Испания            | Albums Chart               | 5       |
| Швеция             | Albums Chart               | 11      |
| Швейцария          | Albums Chart               | 10      |
| Великобритания     | UK Albums Chart            | 2       |
| США                | Billboard 200              | 2       |

### Чарты по итогам года
| Страна         | Чарт (1997)                 | Позиция |
| -------------- | --------------------------- | ------- |
| Италия         | Albums Chart                | 71      |
| Великобритания | UK Albums Chart             | 82      |
| США            | U.S. Billboard 200 Year-end | 138     |

### Сертификации
| Регион | Сертификация | Количество продаж |
| --- | ------------ | ----------------- |
| Норвегия; (IFPI Norway)                                                                                                | Золотой      | 25,000x           |
| Великобритания; (BPI)                                                                                                  | Золотой      | 100,000^          |
| США; (RIAA) | Золотой      | 500,000^          |
| x — данные о продажах базируются только на сертификации ^ — неопределенные данные, базирующиеся только на сертификации |              |                   |

### Продажи
| Страна         | Источник данных   | Количество продаж |
| -------------- | ----------------- | ----------------- |
| США            | Nielsen SoundScan | 676,000+          |
| Великобритания | BPI               | 140,000+          |
| Япония         | Oricon            | 64,000+           |